# Gnophos rubricimixta
Gnophos rubricimixta är en fjärilsart som beskrevs av Louis Beethoven Prout 1915. Gnophos rubricimixta ingår i släktet Gnophos och familjen mätare. Inga underarter finns listade i Catalogue of Life.